# Малая Волица
Ма́лая Во́лица (укр. Мала Волиця) — село на Украине, находится в Чудновском районе Житомирской области.
Код КОАТУУ — 1825885201. Население по переписи 2001 года составляет 375 человек. Почтовый индекс — 13250. Телефонный код — 4139. Занимает площадь 1,733 км².

## Адрес местного совета
13250, Житомирская область, Чудновский р-н, с. Малая Волица, ул. Бердичивская, 1